# Museggmagazin

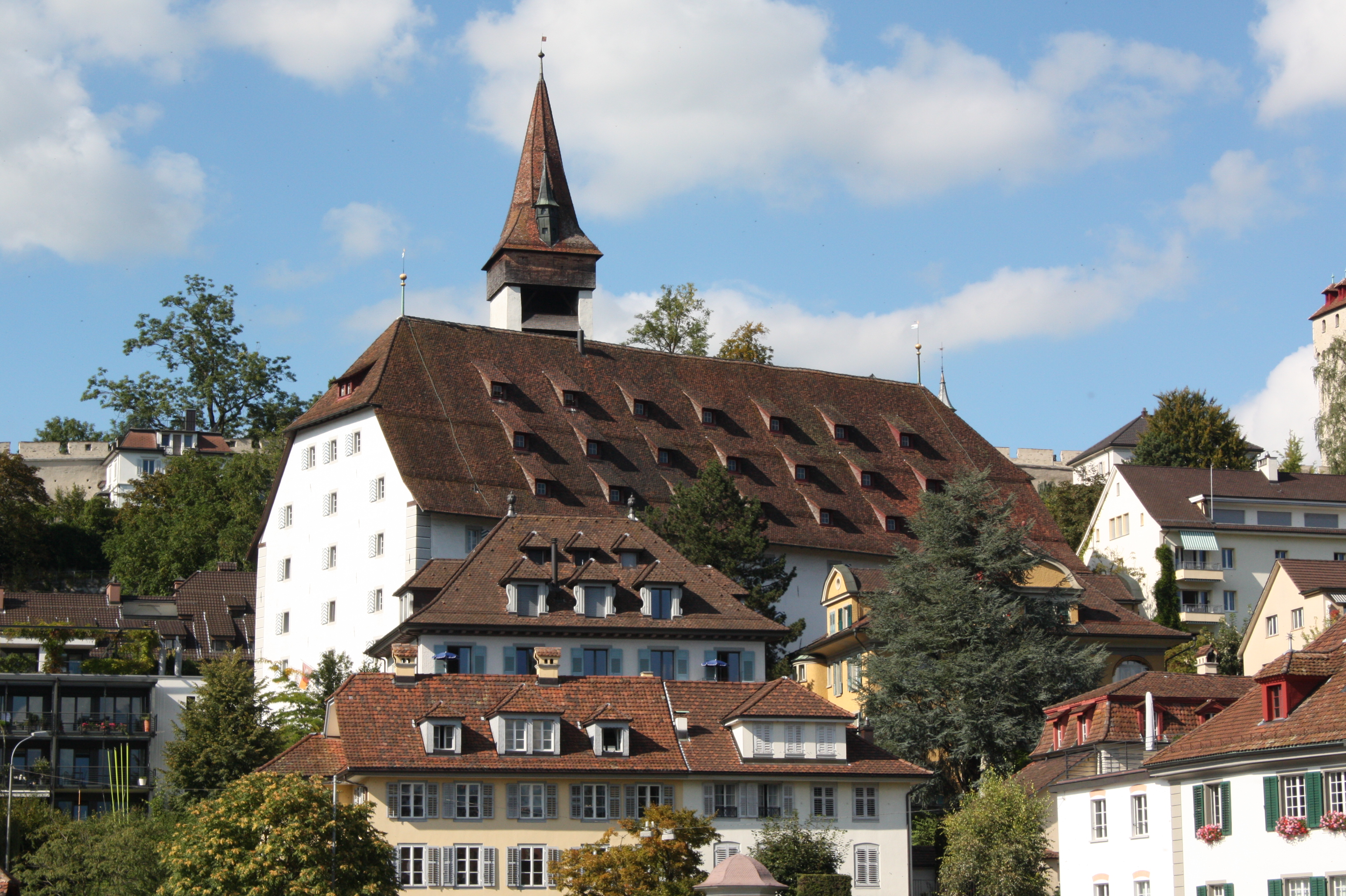
Museggmagazin, dahinter der Luegislandturm

Das Museggmagazin ist ein ehemaliges Korn- und Zeughaus in der Schweizer Stadt Luzern. Es steht am Musegghang zwischen der Altstadt und der Museggmauer.

## Gebäude
Das Magazin ist der grösste Nutzbau der Stadt. Es ist siebenstöckig und im Stil des Barocks erbaut. Auf der Liste der Kulturgüter in Luzern ist es als national bedeutend aufgeführt.

## Geschichte und Nutzung
Von 1684 bis 1686 wurde das Gebäude erbaut. Ursprünglich als Kornhaus genutzt, diente es ab 1707 auch als Salzlager. Nach 1818 war es das Zeughaus des Kantons Luzern. Zwischenzeitlich war die Verwaltung der Pädagogischen Hochschule Luzern im Gebäude untergebracht, die jedoch wieder ausgezogen ist. Das Magazin gehört nach wie vor dem Kanton Luzern. Vorwiegend genutzt werden von diesem und Fremdmietern die untersten Geschosse. Die zukünftige Nutzung ist unklar.